# Ulica Michałkowicka w Siemianowicach Śląskich
Ulica Michałkowicka – ulica w Siemianowicach Śląskich o długości około 2000 metrów, łącząca Centrum z Michałkowicami. Ulica ta rozpoczyna się na rondzie Michał w pobliżu pałacu Donnersmarcków, zaś kończy się na wysokości dawnej kopalni „Michał” przy skrzyżowaniu z ulicą E. Orzeszkowej i ulicą Wyzwolenia. Zabudowa przy ulicy pochodzi w głównej mierze z przełomu XIX i XX wieku, a także z okresu międzywojennego. Znajduje się przy niej kilka instytucji, w tym jedna z placówek Urzędu Miasta Siemianowice Śląskie, a także rzymskokatolicka parafia Zmartwychwstania Pańskiego i cmentarz. Ulicą kursują autobusy ZTM.

## Charakterystyka i przebieg

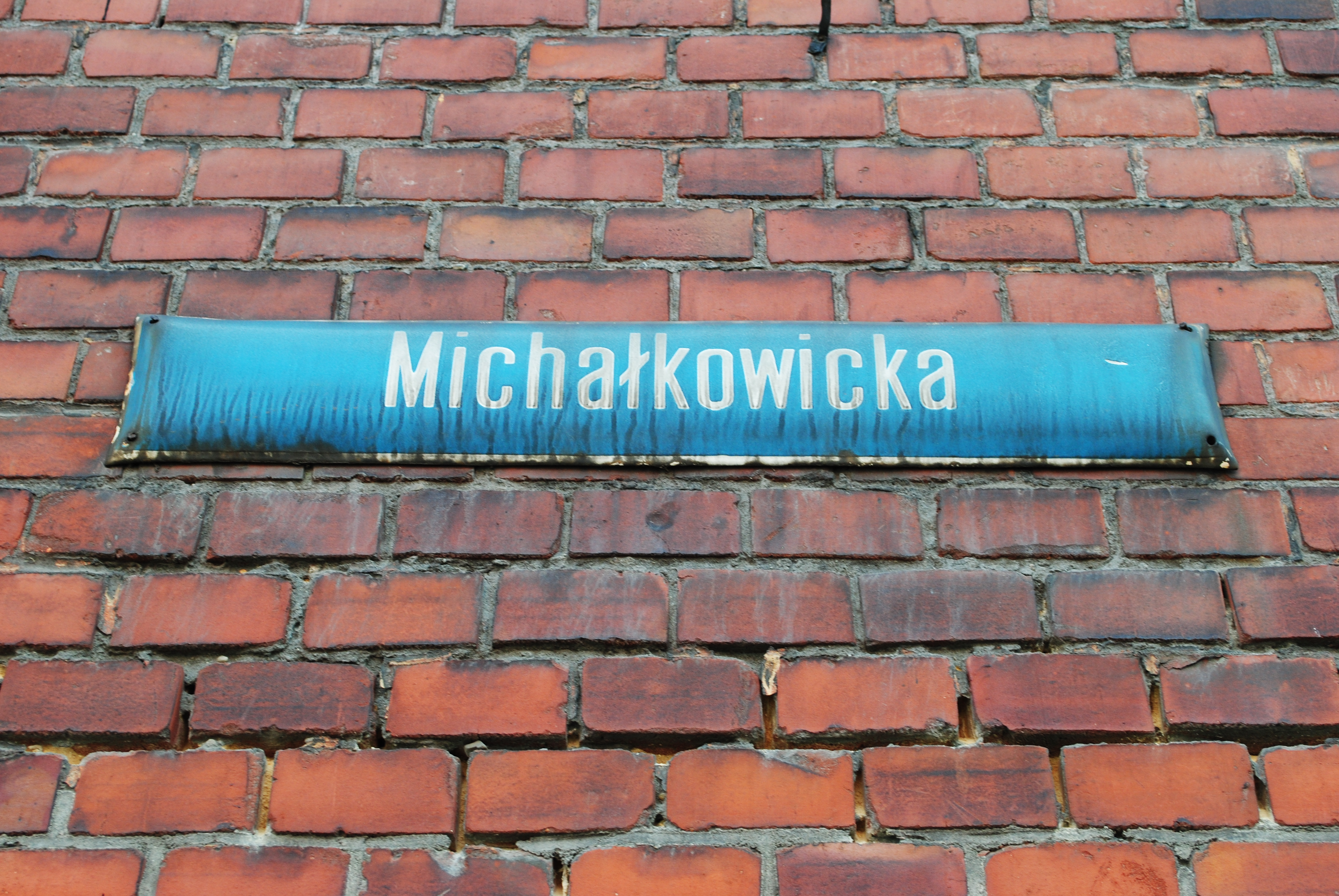
Tabliczka z nazwą ulicy

Ulica Michałowicka znajduje się w zachodniej części Siemianowic Śląskich i łączy Centrum od strony północno-zachodniej z Michałkowicami od strony południowo-wschodniej. Biegnie ona przez tereny dwóch dzielnic: Centrum i Michałowice – granicę dzielnic ulica przecina pomiędzy skrzyżowaniem z ulicą Spokojną a rondem (ul. Samorządowców i Przedsiębiorców). Ulica Michałkowicka jest drogą powiatową i w systemie TERYT widnieje ona pod numerem 12702. Kod pocztowy na adresów od 3 do 46a wynosi 41-100, natomiast dla numerów od 47 do końca to 41-103. Nawierzchnia ulicy wykonana jest z asfaltobetonu, zaś równolegle do niej na części długości poprowadzona jest ścieżka rowerowa. Według przeprowadzonego w 1995 roku rozpoznania dotyczącego głównych źródeł hałasu w Siemianowicach Śląskich ulica Michałkowicka została zaklasyfikowana jako jedna z dróg stanowiących główne źródło hałasu drogowego.
Numeracja budynków przy ulicy Michałkowickiej rozpoczyna się przy rondzie Michał, będące skrzyżowaniem z ulicami: Śląską i Parkową. Z tego miejsca droga kieruje się w kierunku północno-zachodnim. Ulica Michałkowicka za kolonią Nowy Świat zmienia swój kierunek na północny. Po drodze przecina się kolejno z ulicami: T. Kościuszki i Górniczą, na rondzie z ulicą Bohaterów Westerplatte oraz przy Nowym Świecie z ulicami: F. Deji, Żwirki i Wigury oraz H. Kołłątaja. W dalszym przebiegu droga do końca biegnie prostolinijnie. Ulica Michałkowicka kończy swój bieg w Michałowicach na krzyżowaniu z ulicami: E. Orzeszkowej (w lewo) i Wyzwolenia (w prawo). Od Nowego Świata ulica Michałkowicka przecina ciąg pieszo rowerowy (ul. Spokojna) oraz na rondzie ulice: Samorządowców i Przedsiębiorców. Łączna długość ulicy wynosi około 2000 metrów. 
Wzdłuż ulicy Michałkowickiej kursują autobusy organizowane na zlecenie Zarządu Transportu Metropolitalnego (ZTM). Zlokalizowane są tu trzy przystanki: Siemianowice Nowy Świat, Siemianowice Łącząca i Michałkowice Urząd Miasta, przy których zatrzymywało się na początku listopada 2021 roku 6 linii w kierunku Centrum i 7 linii w kierunku Michałkowic (w tym jedna nocna). Linie te łączą tę część miasta z innymi dzielnicami oraz niektórymi miejscowościami Górnośląsko-Zagłębiowskiej Metropolii, w tym z: Będzinem, Bytomiem, Chorzowem, Katowicami, Piekarami Śląskimi, Sosnowcem, Świętochłowicami i Tarnowskimi Górami.
W 2014 roku przy ulicy Michałkowickiej mieszkały łącznie 603 osoby. Wierni rzymskokatoliccy mieszkający przy ulicy Michałkowickiej 3-45 i 28-46 przynależą do parafii Zmartwychwstania Pańskiego.

## Historia
Obecna ulica Michałowicka, będąca drogą łącząca osady Siemianowice i Michałkowice, na całej swojej obecnej długości znajduje się na mapie wydanej w 1883 roku. W 1895 roku nadano nazwy istniejącym wówczas na terenie Siemianowic ulicom, w tym ulicy Michałkowickiej. Na przełomie XIX i XX wieku przy ulicy Michałkowickiej powstało część istniejących budynków – w 1883 roku powstał gmach obecnej Szkoły Podstawowej nr 5, zaś na przełomie XIX i XX wieku powstała kamienica pod numerem 5. 

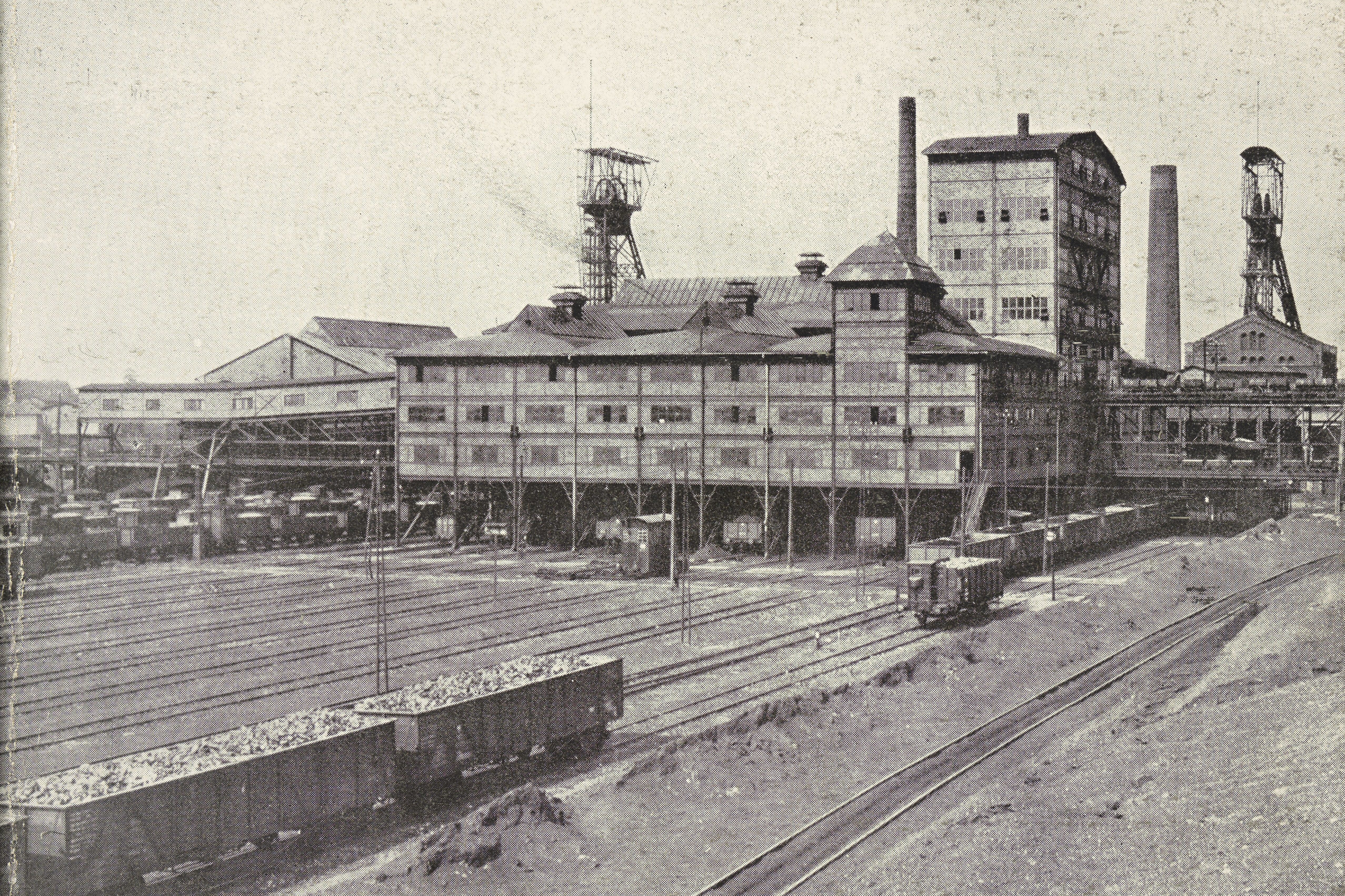
Kopalnia„Michał” na zdjęciu sprzed 1939 rokiem

Przy obecnej ulicy Michałkowickiej została założona kopalnia „Max” (później przemianowana na „Michał”), w której wydobycie węgla kamiennego rozpoczęto w 1883 roku. Na zakupionym w 1910 gruncie został założony Nowy Cmentarz, gdyż Stary Cmentarz znajdujący się na Sadzawkach był niewystarczający dla mieszkańców Siemianowic i Huty Laura. Nekropolię uroczyście poświęcił ksiądz Franciszek Kunze.

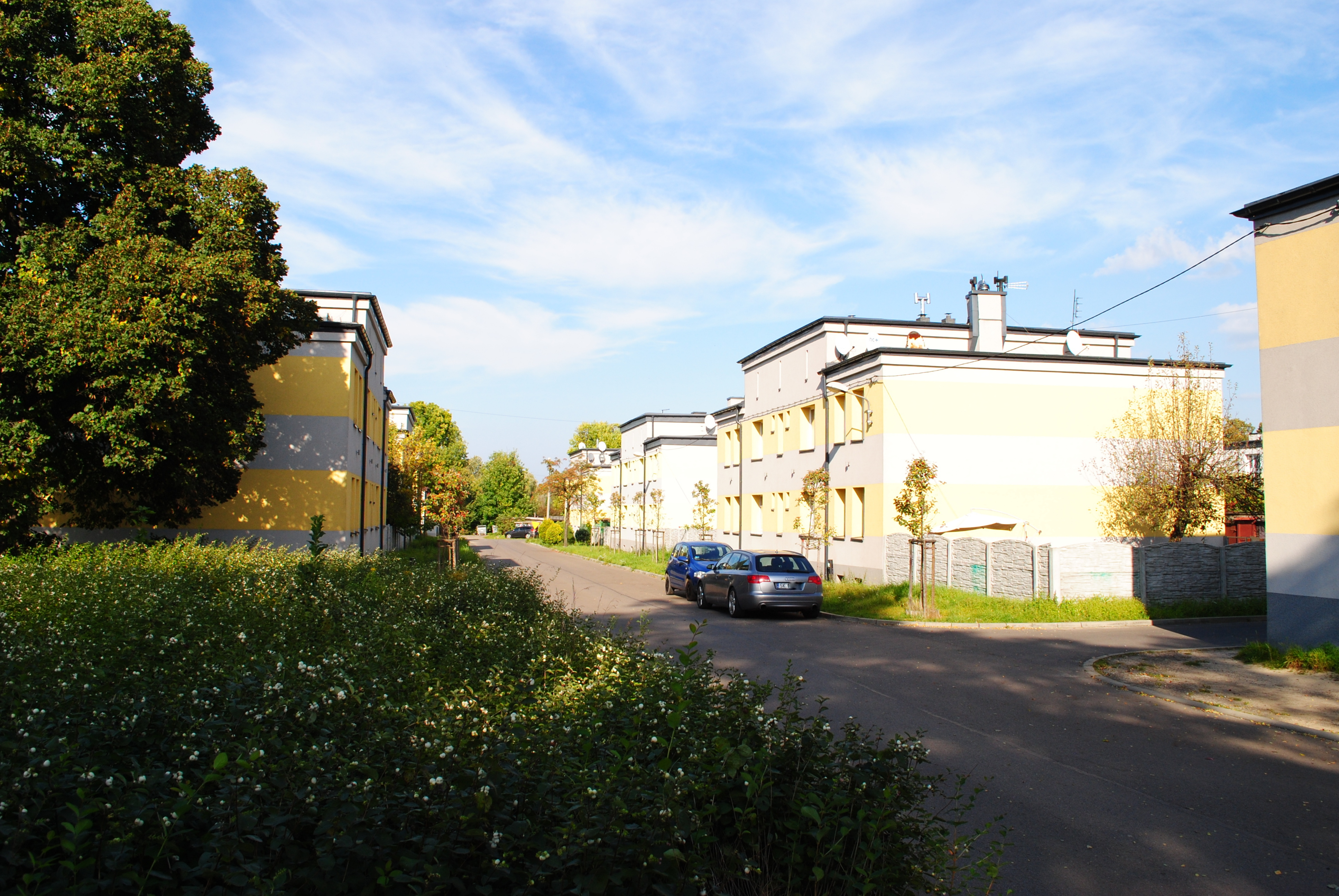
Fragment osiedla Nowy Świat powstałego w latach 30. XX wieku

Wiosną 1931 roku z inicjatywy gminy Siemianowice zaczęto budować kolonię Nowy Świat. Do listopada tego samego roku powstało łącznie 19 budynków mieszkalnych i dom handlowy. W późniejszym czasie kolonię rozbudowano o budynki znajdujące się bliżej Michałkowic. W latach międzywojennych przy ulicy Michałkowickiej 25-35 powstała również kolonia domów robotniczych dla pracowników kopalni „Richter”. W nocy z 31 sierpnia na 1 września 1939 roku oddział Freikorpsu zajął teren kopalni „Michał”. Oddział został wyparty po ciężkich walkach przez oddział wojska polskiego oraz miejscowych harcerzy i powstańców.
W okresie Polski Ludowej, na mapie wydanej w latach 1958–1961, siemianowicki odcinek ulicy Michałkowickiej nosił obecną nazwę, zaś michałkowicka część ulicy nosiła nazwę ulica Wyzwolenia (obecna zaś ulica Wyzwolenia nosiła ówcześnie nazwę ulica Bańgowska). W 1963 roku rozpoczęto budowę obecnego kościoła Zmartwychwstania Pańskiego, którego budowę ukończono latach 1970–1972. Budynek ten pierwotnie zaczęto wznosić jako kaplicę cmentarną.
W 2013 roku trwała realizacja ciągu pieszo-rowerowego w ciągu ulicy Michałkowickiej, który połączył ulicę Spokojną z Parkiem Górnik przez tunel. Tunel ten został w 2020 roku rozebrany wraz z budową nowego łącznika ulicy Michałkowickiej i ulicy Oświęcimskiej. 
Władze miasta Siemianowice Śląskie przy wsparciu środków unijnych w 2015 roku rozpoczęły rewitalizację położonego przy ulicy Michałkowickiej Nowego Świata. W ramach prac prowadzonych do 2020 roku wykonano termomodernizacji budynków mieszkalnych i remont części lokali mieszkalnych, a także zmodernizowano oświetlenie oraz nawierzchnie. 
W kwietniu 2016 roku ogłoszono przetarg na modernizację nawierzchni na wybranych drogach w Siemianowicach Śląskich, w tym ulicy Michałkowickiej na odcinku od cmentarza do skrzyżowania z ulicami: E. Orzeszkowej i Wyzwolenia. Prace remontowe ruszyły w czerwcu tego samego roku. W tym czasie nową nawierzchnię jezdni miał już odcinek od skrzyżowania z ulicą E. Orzeszkowej do budynku Urzędu Miasta przy ulicy Michałkowickiej 105. 

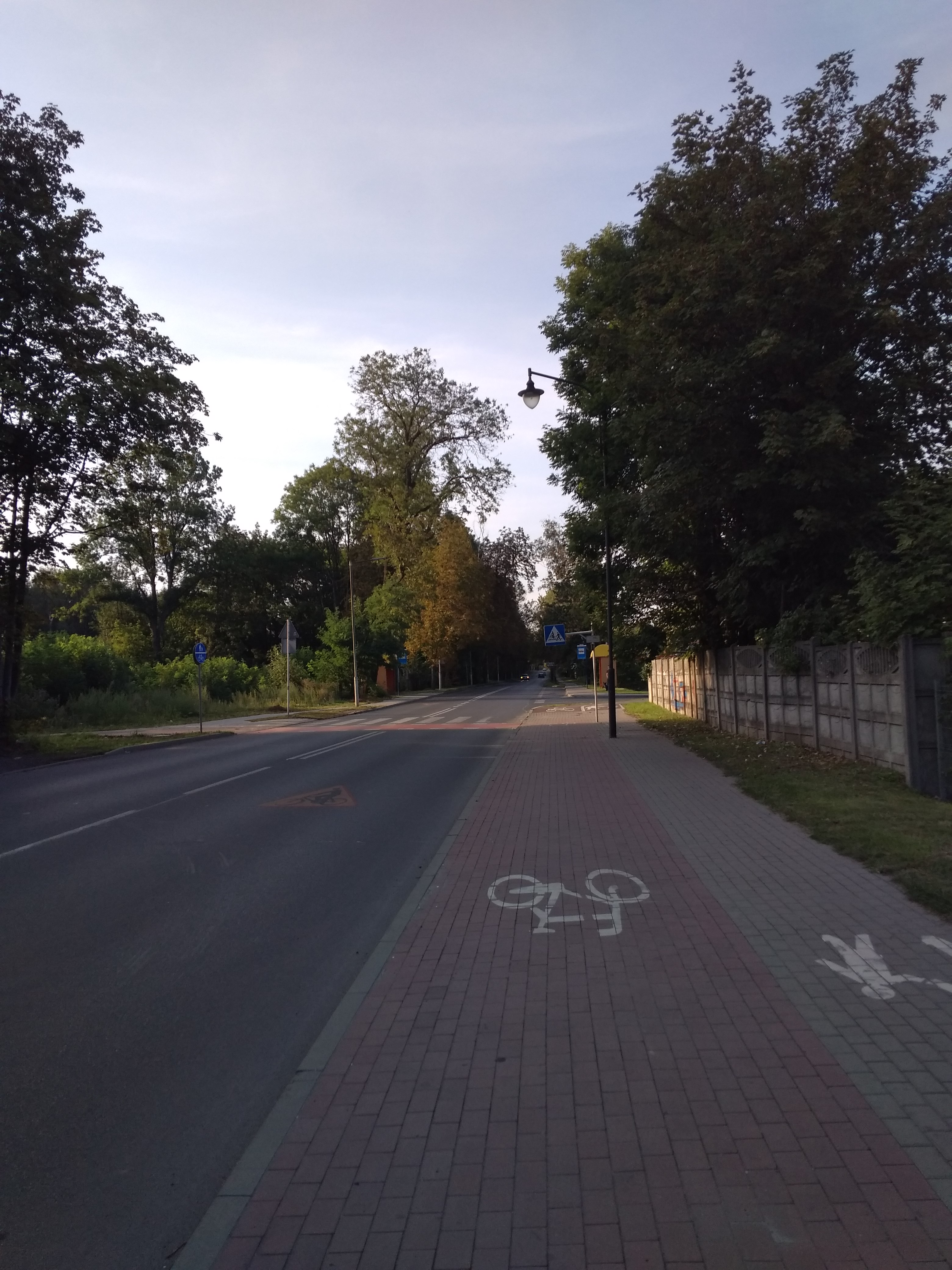
Ulica Michałkowicka w 2019 roku (przed budową ronda i ulic: Samorządowców i Przedsiębiorców)

W czerwcu 2018 roku rozpoczęto prace nad budową łącznika pomiędzy ulicą Michałkowicką a ulicą Zwycięstwa. Łącznik ten o długości 1,4 km, nazwany ulicą Przedsiębiorców, uroczyście oddano do użytku 23 listopada tego samego roku. W połowie grudnia 2019 roku rozpoczęto prace nad budową łącznika pomiędzy ulicą Michałkowicką a ulicą Oświęcimską. W ramach prac m.in. zaprojektowano nowe rondo na ulicy Michałowickiej, a także wybudowano nowe chodniki i ścieżki rowerowe, kanalizację deszczową i oświetlenie drogi. Prace zaś przy budowie ronda na skrzyżowaniu z łącznikiem ruszyły 6 maja 2020 roku.
W kwietniu 2020 roku ruszyły prace budowlane nad budową sieci ciągów rowerowych w ramach drugiego etapu budowy ścieżek na terenie Siemianowic Śląskich. Zaprojektowano m.in. ścieżkę nr 4 przy ulicy Michałkowickiej pomiędzy bud. 47 a Urzędem Miasta (ulica Michałkowicka 105) i dalej w kierunku ulicy Wyzwolenia wraz z zintegrowanym centrum przesiadkowym przy budynku Urzędu Miasta. Centrum przesiadkowe składa się z wiat przystankowych, zamykanych boksów rowerowych oraz zadaszonych stanowisk do parkowania rowerów typu bike & ride. Na przełomie lipca i sierpnia 2021 roku zakończono prace budowlane przy ścieżce wzdłuż ulicy Michałkowickiej o łącznej długości 2,33 km. Wraz ze ścieżką powstało nowe oznakowanie i oświetlenie, a także umieszczono mapy z przebiegiem tras i elementy małej architektury. Koszt prac wyniósł około 10,7 mln złotych, z czego większa część została dofinansowana ze środków Unii Europejskiej.
W rejonie ulicy Michałkowickiej, przy Nowym Świecie pod koniec sierpnia 2020 roku ruszyły prace budowlane związane z budową wielofunkcyjnego boiska sportowego. Koszt prac zakończonych pod koniec września tego samego roku wyniósł około 320 tys. złotych. W dniu 18 listopada 2020 roku rozpoczęto prace nad budową ronda na skrzyżowaniu ulic: Michałkowickiej i Bohaterów Westerplatte. W ramach prac wymieniono nawierzchnię asfaltobetonową, wykonano azyl na środku ronda z kostki brukowej, a także wykonano nowe oznakowanie poziome i pionowe. Łączny koszt prac wyniósł 215 tys. zł. W drugiej połowie 2020 roku trwały prace przy doświetleniu przejść dla pieszych. Prace te obejmowały przejścia na wysokości sklepu Lidl, przy skrzyżowaniu z ulicą Bohaterów Westerplatte, a także na wysokości budynku nr 39.
Ulica Michałkowicka była wielokrotnie częścią tras odbywających się m.in. przez terytorium Siemianowic Śląskich wyścigów Tour de Pologne, w tym: IV etapu 71. konkursu 6 sierpnia 2014 roku, III etapu 72. konkursu 4 sierpnia 2015 roku, II etapu 73. konkursu 13 lipca 2016 roku, II etapu 74. konkursu 30 lipca 2017 roku i II etapu 75. konkursu 5 sierpnia 2018 roku.

## Obiekty historyczne i zabytkowe

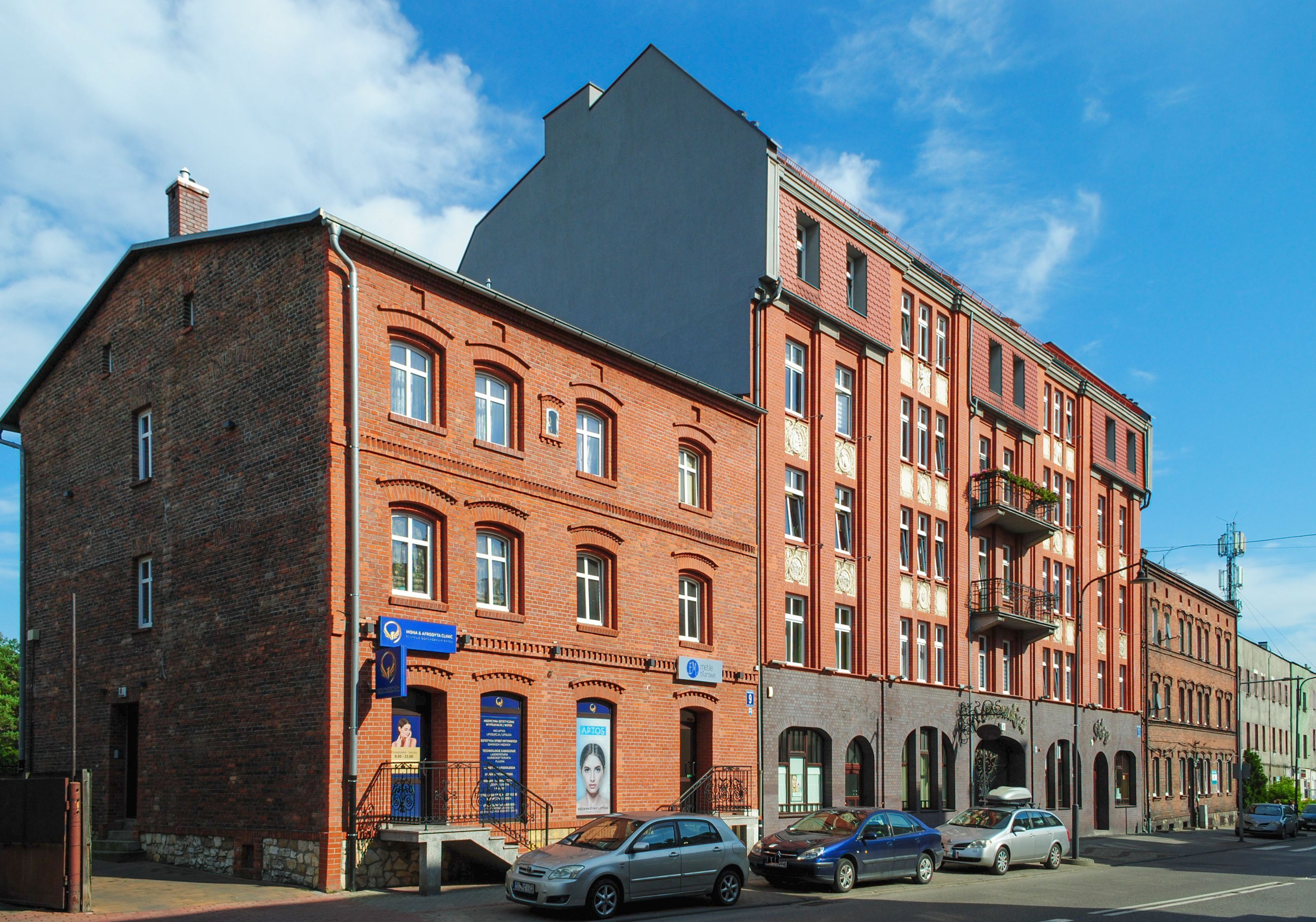
Zabytkowa kamienica (ul. Michałkowickiej 7 – po prawej)

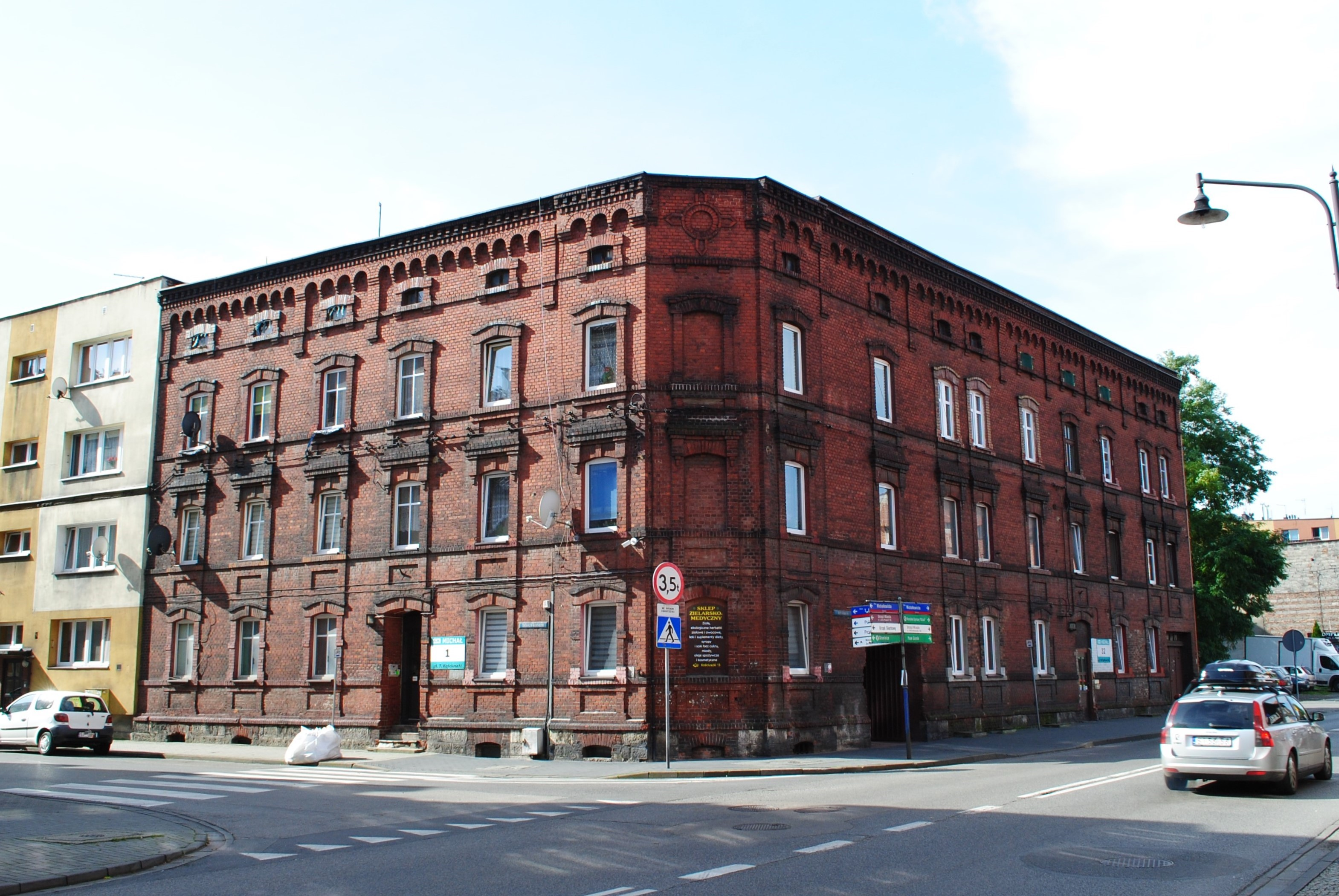
Budynek mieszkalny (ul. Michałkowicka 32 / T. Kościuszki 1)

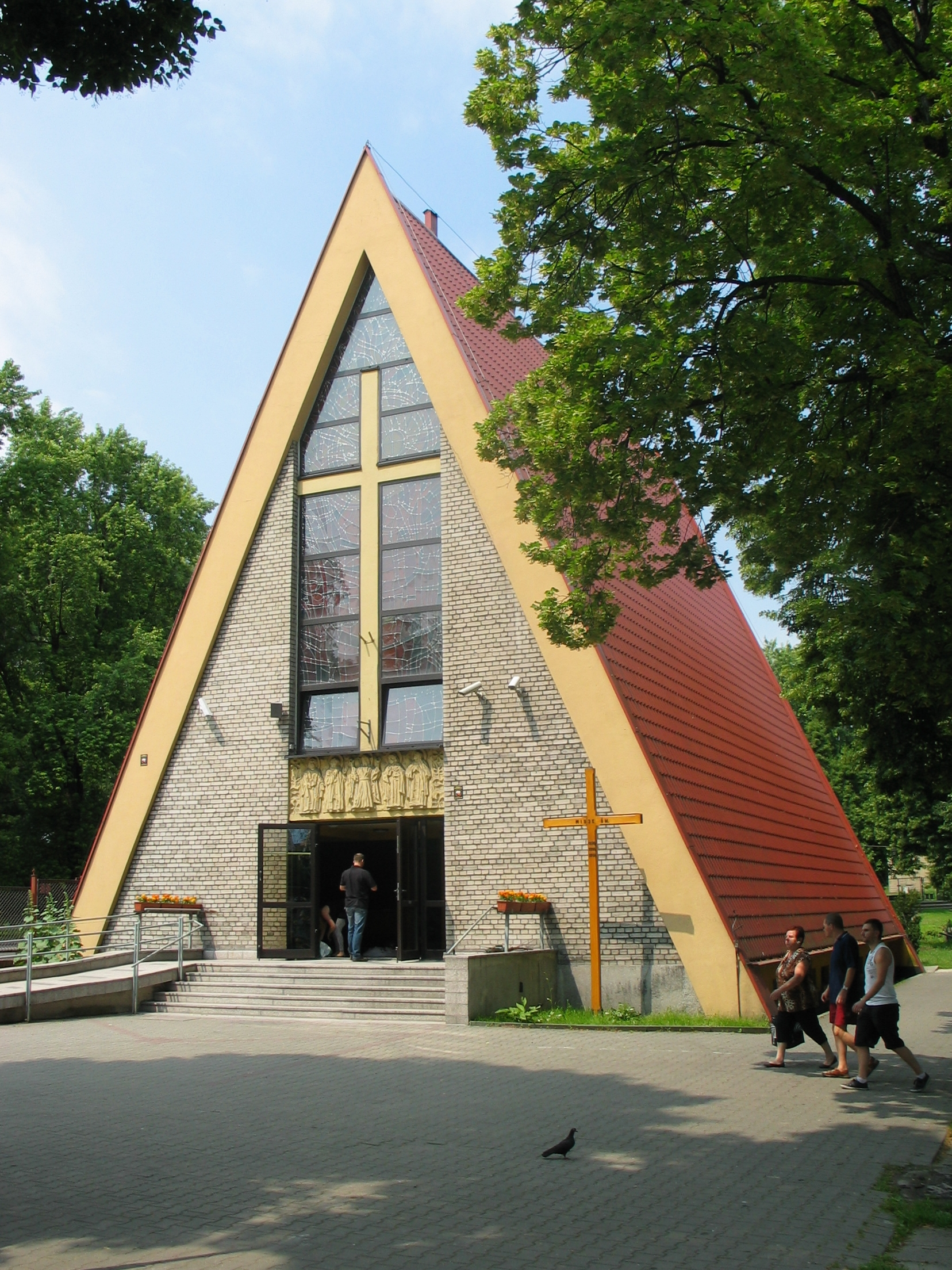
Kościół parafialny rzymskokatolickiej parafii Zmartwychwstania Pańskiego

Przy ulicy znajdują się następujące historyczne i zabytkowe obiekty:
- Budynek mieszkalny (ul. Michałkowicka 3)[37],
- Budynek mieszkalny (ul. Michałkowicka 5)[37],
- Kamienica mieszkalna (ul. Michałkowicka 7) – zbudowana na przełomie XIX i XX wieku; jej pierwszym właścicielem był Uher, prowadzący w budynku restaurację (część restauracyjną zbudowano w 1917 roku)[15]; budynek wpisano do rejestru zabytków 11 stycznia 2011 roku (nr rej.: A/325/11)[38],
- Budynek mieszkalny (ul. Michałkowicka 9)[37],
- Budynek Szkoły Podstawowej nr 5 (ul. Michałkowicka 15) – zbudowany w 1883 roku; w 1901 roku oddano do użytku nową część szkoły – skrzydło zachodnie[14]; wyremontowany w latach 2003–2004[39];
- Kolonia robotnicza (ul. Michałkowicka 25-35) – zabudowa szeregowa, powstała w okresie międzywojennym dla pracowników nieistniejącej obecnie kopalni „Richter”[19],
- Budynek mieszkalny (ul. Michałkowicka 32)[37],
- Budynek mieszkalny (ul. Michałkowicka 37)[37],
- Budynek mieszkalny (ul. Michałkowicka 39)[37],
- Budynek mieszkalny (ul. Michałkowicka 41)[37],
- Budynek mieszkalny (ul. Michałkowicka 43)[37],
- Budynek mieszkalny (ul. Michałkowicka 45)[37]
- Budynek Urzędu Miasta Siemianowice Śląskie (ul. Michałkowicka 105) – budynek powstał w miejscu dawnej cechowni kopalni „Michał”; wcześniej był siedzibą Przedsiębiorstwa Usług Górniczo-Materiałowych „USGÓR”; w podziemiach budynku zachowane są pomieszczenia schronu przeciwatomowego, a także tunel ewakuacyjny będący również czerpnią powietrza[40]; w okresie do maja do lipca 2014 roku budynek przeszedł remont elewacji zewnętrznej[41],
- Krzyż przydrożny (ul. Michałkowicka)[42] – krzyż „Boża Męka”, wzniesiony najprawdopodobniej około 1870 roku na skraju ówczesnej wsi Siemianowice; składa się z kamiennego krucyfiksu, na którym wisi metalowa figura Jezusa Chrystusa[43],
- Cmentarz katolicki (ul. Michałkowicka)[42] – został on założony na wykupionym w 1910 roku terenie; jest to największy z siemianowickich cmentarzy[17]; cmentarz jest objęty strefą ochrony krajobrazu kulturowego[44].

Na cmentarzu przy ulicy Michałkowickiej znajduje się pomnik żołnierzy i jeńców poległych w czasie I wojny światowej, który został odnowiony w lipcu i sierpniu 2016 roku z funduszy Komitetu Ochrony Pamięci Walk i Męczeństwa. Wcześniejsze tablice z nazwiskami poległych zostały zniszczone w drugiej połowie XX wieku, a pod koniec XX wieku na podstawie zachowanych fotografii odtworzono je. Ponadto, na cmentarzu tym znajduje się kilka nagrobków wpisanych do ewidencji pamięci województwa śląskiego, tj.: grób Jana Nepomucena Stęślickiego, Jana Rurańskiego oraz zbiorowy grób wojenny 75 Pułku Piechoty poległych 1 września 1939 roku w walkach o kopalnię „Michał”.

## Gospodarka i instytucje
W 2014 roku przy ulicy Michałkowickiej zarejestrowanych było łącznie 122 przedsiębiorstw, w tym 112 mikro- i małych oraz 10 średnich i dużych. Do systemu REGON do końca października 2021 roku zostało wpisanych łącznie 169 podmiotów zarejestrowanych przy ulicy Michałkowickiej. Pośród dalej funkcjonujących, swoją siedzibę mają tutaj takie placówki jak m.in.: spółdzielnia, sklepy wielobranżowe, placówki edukacyjne, domy pogrzebowe, sklepy i warsztaty motoryzacyjne, gabinety lekarskie, laboratorium, salony fryzjerskie, placówki gastronomiczne, firmy budowlane, zakłady produkcyjne, biuro rachunkowe, gospodarstwa rolne, kwiaciarnie, wspólnota mieszkaniowa i inne. 
Swoją siedzibę mają tu też następujące instytucje:
- Szkoła Podstawowa nr 5 im. Adama Mickiewicza w Siemianowicach Śląskich (ul. Michałkowicka 15)[51],
- Rzymskokatolicka Parafia Zmartwychwstania Pańskiego (ul. Michałkowicka 37a)[52],
- Urząd Miasta Siemianowice Śląskie (ul. Michałkowicka 105) – łącznie 15 wydziałów i biur[53],
- Spółdzielnia Mieszkaniowa „Siemion” (ul. Michałkowicka 109)[54].